# Muhafazat Dżanub al-Batina
Muhafazat Dżanub al-Batina (arab. ‏جنوب الباطنة‎ Ǧanūb al-Bāṭina) – ustanowiona w 2011 roku muhafaza (gubernatorstwo) Omanu, położona w północnej części kraju, nad Zatoką Omańską. Na wschodzie graniczy z Maskatem, od południa z ad-Dachilijją i az-Zahirą, a od zachodu z Szamal al-Batina. Centrum administracyjnym jest Ar-Rustak.
Liczba ludności wynosiła 289 008 osób według spisu z 2010 roku, a wedle informacji centrum statystyk Omanu, w 2016 roku gubernatorstwo zamieszkiwało 398 456 osób. 
W jego skład wchodzi 6 wilajetów:
- Al Awabi
- Al-Masna’a
- Ar-Rustak
- Barka
- Nakhal
- Wadi Al Maawil